# 가솔린 기관

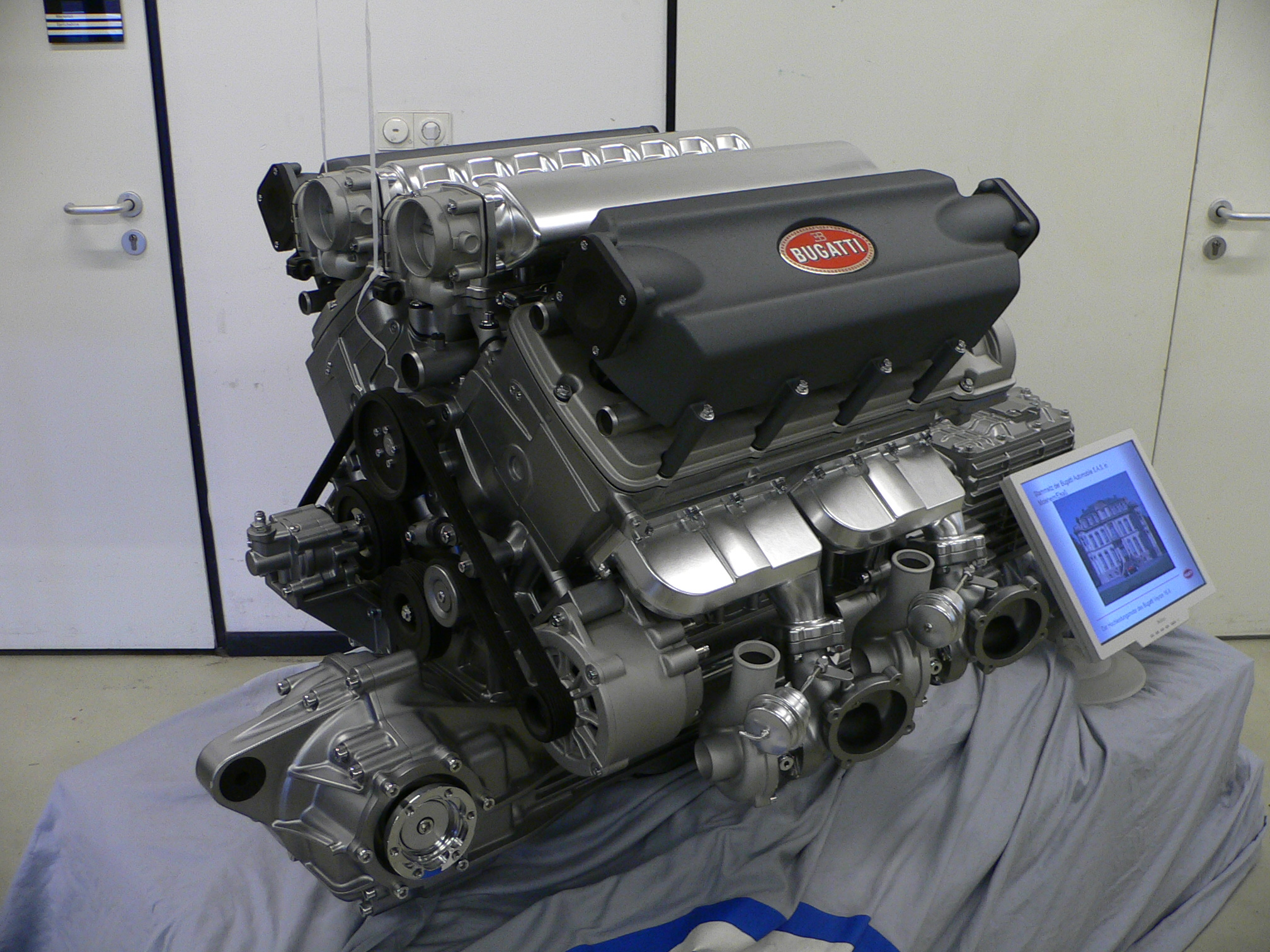
부가티 베이론의 W16 가솔린 엔진

가솔린 기관(Gasoline engine)은 가솔린(휘발유)에서 구동되도록 설계된 스파크 점화 및 연료와 유사한 휘발성을 가진 내연 기관이다.
가솔린 기관이란 명칭은 보통 북아메리카에서 쓰는 표현이며 영국등 다른 영어권에서는 페트롤 기관(Petrol engine)이라고 부른다.
1876년 독일의 니콜라우스 오토가 4행정 내연 기관을 발명한 것이 가솔린 기관의 시초이며, 4행정 가솔린 내연 기관을 '오토 기관'(Otto engine)이라고도 부른다.

## 가솔린 기관의 종류
가솔린 기관은 왕복식 기관과 회전식 기관이 있으며, 왕복식 기관은 2행정 기관과 4행정 기관로 나뉜다. 이 중 4행정 기관이 흔하게 사용하며, 2행정 기관은 오토바이, 스쿠터 같은 소형 차량이나, 예취기같은 소형 원동기에 주로 쓰인다. 회전식 기관은 로터리 엔진으로 알려진 방켈 엔진이 있다.

## 가솔린 기관의 연료 분사
다른 내연 기관과 마찬가지로 기관 내부에서 연료를 직접 태워 발생하는 열에너지를 기계적인 일로 바꾸는 방식을 가지고 있다. 가솔린 기관은 다른 기관과 달리 기화된 휘발유에 공기를 혼합한 가스를 태우는 힘으로 작동시킨다. 혼합 가스를 태울때는 피스톤을 밀어내어 압축을 시킨 후에 점화플러그에서 전기 스파크를 내어 연소시킨다. 가솔린 기관의 힘의 단위로 보통 마력(hp) 또는 와트(W)로 나타낸다.

### 기화기
초기의 가솔린 기관에 많이 쓰였던 형식으로 기화기(카뷰레터,carburetor)를 사용하여 공기과 연료를 미리 적절한 비율로 혼합시킨 후 실린더에 흡입하는 방식이다. 기화기에는 스로틀 밸브가 있으며 운전자가 가속 페달로 개폐량을 조절하면서 엔진 내부로 흡입되는 공기의 양이 제어되며, 이에 따라 엔진 출력이 제어된다.

### 포트 분사식
80년대 이후부터 등장하였고 현재 거의 모든 가솔린 기관에 쓰이는 방식으로 흡기 포트에 연료분사기(fuel injector)를 장착하여 실린더에 도달하기 직전에 공기와 가솔린을 혼합해주는 방식이다.

### 직접 분사식
Gasoline Direct Injection(GDI)라고도 불리는 방식으로, 연료를 흡기포트가 아닌 실린더 내에 직접 분사한 후 연소하는 방식이다.

## 점화플러그
전기 스파크를 내어 가스를 연소하는데 사용한다. 자동차의 경우 축전지의 전류를 사용하는데, 유도 코일이 전압을 높이면, 이 고압 전류는 배전기를 지나고, 배전기는 압축행정이 끝에 다다를 무렵에 맞추어 각 실린더에 전류를 전달한다. 이 전류가 절연재로 싸인 두개의 점화플러그 사이의 틈을 지나면서 전기 스파크를 발생시키고 이 전기 스파크로 가스를 연소시킨다.

## 가솔린 기관의 성능

### 압축비
폐쇄 실린더에서 공기와 연료의 압축 혼합물이 모두 발화의 위험을 너무 제기하거나 디젤 기관처럼 움직인다.

### 속력과 효율
가솔린 기관과 크랭크 축이 봉 디젤보다 빨리 연소로 인해 가솔린(하부 압축 비율에 의해 가능한 효율적으로 설계)과 연결, 부분적으로 인해 가벼운 피스톤으로 디젤 기관보다 더 높은 속도로 작동한다.

## 용도
가솔린 기관은 출력하는 힘의 양에 비해 크기가 작고 가벼운 특징이 있기 때문에 중소형 차량 엔진에 널리 사용되고 있다. 자동차, 오토바이, 에어크래프트, 모터 보트, 소형 트랙터 등의 동력으로 많이 쓰이며 예취기, 전기톱,휴대용 엔진 발전기 등의 소형 엔진에도 사용된다.
디젤 엔진이 등장하기 이전에는 대형 차량인 버스, 트럭, 기관차에도 사용되었다. 20세기 초반에 나왔던 Bedford OB (버스), Bedford M series (트럭), GE 57-ton gas-electric boxcab (기관차)들이 그것이다.

## 같이 보기
- 내연 기관
- 2행정 기관
- 4행정 기관
- 방켈 엔진